# 塞克瑟格滕峰

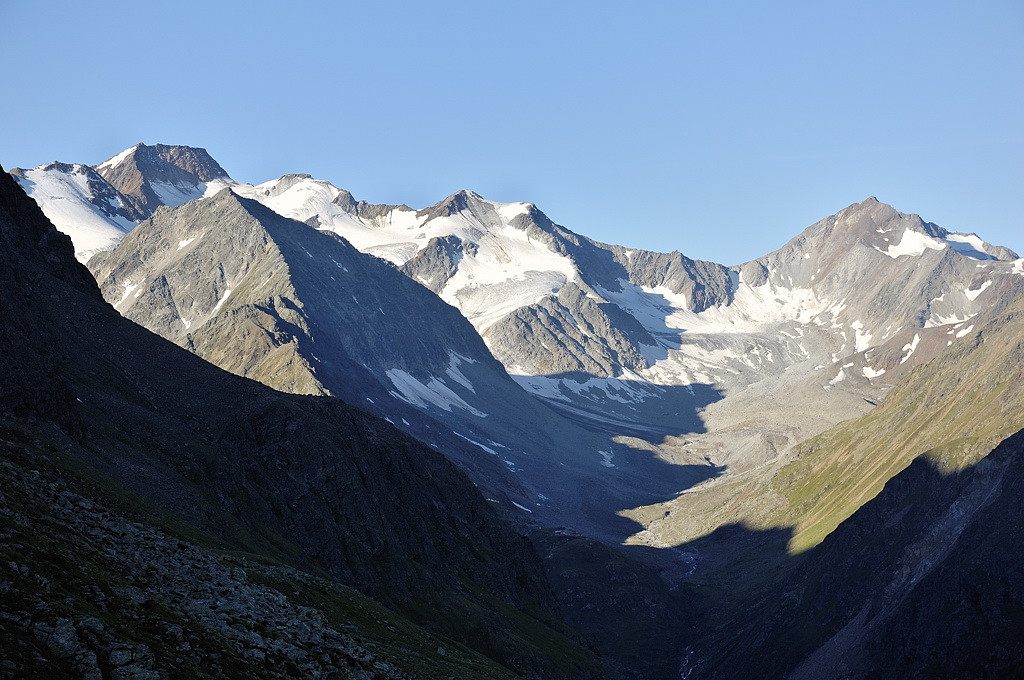

46°53′7″N 10°47′34″E / 46.88528°N 10.79278°E
塞克瑟格滕峰（德語：Sexegertenspitze），是奧地利的山峰，位於該國西部，由蒂羅爾州負責管轄，屬於奧茨塔爾阿爾卑斯山脈的一部分，距離霍赫費爾納格特峰0.2公里，海拔高度3,424米，人類在1887年7月29日首次登頂。